# Май 2018 года

Список событий мая 2018 года.

## События
- 1 мая
  - Летом 2018 года в России появится первый аниме-телеканал Fan[1].
  - В Бразилии, в Сан-Паулу загорелось и обрушилось здание Wilton Paes de Almeida[2].
  - Палата общин британского парламента приняла закон о санкциях, в которую включила «поправку Магнитского», что предусматривает право отказывать в визах «лицам, обвиненным в грубых нарушениях прав человека и коррупции»[3].
  - Марокко разорвало дипломатические отношения с Ираном. Поводом стали поставки иранского оружия западносахарскому фронту Полисарио[4].
  - Доминиканская республика разорвала дипломатические отношения с Тайванем и установила с Китаем[5].
- 2 мая
  - Баскская сепаратистская группировка ЭТА (Euskadi Ta Askatasuna — «Страна басков и свобода») объявила о самороспуске[6].
- 3 мая
  - Компания Cambridge Analytica, оказавшаяся в центре скандала вокруг использования личных данных пользователей Facebook, объявила о банкротстве[7].
  - Как минимум 97 человек погибли во время песчаной бури в индийских штатах Уттар-Прадеш и Раджастхан[8].
  - В Москве президенту НИИ НДХиТ Леониду Рошалю вручили премию «Легенда века» за выдающийся вклад в развитие здравоохранения, многолетнюю работу по оказанию помощи детям и за плодотворную общественную деятельность.[9].
  - При взлёте с авиабазы Хмеймим в Сирии разбился истребитель Су-30СМ. Оба пилота погибли[10].
- 4 мая
  - Шведская академия, присуждающая Нобелевскую премию в области литературы, на своем последнем заседании решила перенести награждение на следующий год в связи с ослаблением мирового доверия к организации.[11]
  - Самолёты с авианосца США «Гарри Трумэн», находящегося в Средиземное море[12], нанесли удары по террористам «Исламского государства» в Сирии в рамках операции «Непоколебимая решимость»[13].
  - КНДР вернулась к единому времени с Южной Кореей[14].
- 5 мая
  - В России по призыву Алексея Навального состоялась акция «Он нам не царь» против инаугурации Путина. Митинги и шествия не были разрешены властями. Демонстрантов разгонял ОМОН, которому помогали НОД и «казаки». Всего в 27 городах России были задержаны 1597 человек, в том числе дети[15].
  - В столице Мексики Мехико объявили официальный запрет на проведение представлений, участие в которых принимают дельфины и тюлени[16].
  - Ракета-носитель Altas V 401 запустила к Марсу зонд NASA InSight, оснащённый сейсмометром и тепловым сканером, а также два микроспутника (кубсата) MarCO-A и MarCO-B[17].
- 6 мая
  - Сборная России по спортивной борьбе на чемпионате Европы в Каспийске (Россия) заняла первое место в общекомандном зачёте во всех трёх стилях[18].
  - На главу МВД Пакистана Ахсана Икбала совершено покушение со стороны члена ультрарелигиозной исламской политической партии Техрик-э-Лабайк. Министр получил огнестрельное ранение в плечо[19].
  - В восточной части Сирии потерпел катастрофу вертолёт Ка-52 («Аллигатор»). Оба пилота погибли[20]
- 7 мая
  - Владимир Путин в четвёртый раз принёс присягу и вступил в должность президента Российской Федерации[21].
  - В Сирии в ходе продолжающейся операции российских вооружённых сил упал вертолёт ВКС РФ Ка-52, оба находящихся на борту пилота погибли[22].
- 8 мая
  - Никол Пашинян, за которого проголосовали 59 депутатов, избран премьер-министром Армении[23].
  - Бывшего члена политбюро ЦК Компартии Китая Сунь Чжэнцая приговорили к пожизненному заключению за взяточничество[24].
  - Самолёты ВВС Израиля нанесли удар по складам иранских военных у Аль-Кисвы в провинции Дамаск (Сирия)[25]. 13 человек погибли[26].
  - Президент США Дональд Трамп объявил о выходе из Совместного всеобъемлющего плана действий по урегулированию вопроса о ядерной программе Ирана[27].
  - Из-за устаревшего автобусного парка в Риме взорвался десятый за год автобус[28].
  - Власти Австралии сообщили о создании национального космического агентства[29].
- 10 мая
  - Оппозиционная коалиция Малайзии «Альянс надежды[англ.]» получила простое большинство в парламенте по итогам прошедших парламентских выборов[30].
  - Израильско-сирийский инцидент: Со стороны Сирии по израильским позициям на спорной территории Голанские высоты было выпущено 20 ракет, часть из которых перехватил «Железный купол», израильские ВВС в ответ разбомбили позиции в Хан-Арнаба (провинция Кунейтра, Сирия)[31].
  - Парламент Венгрии переизбрал Виктора Орбана на пост премьер-министра[32].
  - Кабмин Украины одобрил новый бренд страны Ukraine Now[33].
  - Американская компания Walmart, крупнейший в мире ритейлер, купила 77%-ную долю в индийской компании Flipkart, являющейся лидером рынка электронной коммерции этой страны, это стало крупнейшей сделка в истории интернет-торговли[34].
- 11 мая
  - Компания SpaceX запустила бангладешский спутник связи Bangabandhu-1, это первое практическое применение улучшенной модификации ракеты Falcon 9 Block 5[35].
  - На сервисе Instagram опубликована звуковая иллюзия Янни или Лорел[36].
- 12 мая
  - Самолёты международной коалиции во главе с США нанесли второй авиаудар по Сирии (первый удар был 14 апреля). Погибли девять человек в провинции Эль-Хасака[37].
  - В Каталонии прошел первый раунд выборов главы женералитета, в результате которого кандидат Ким Торра получил 66 голосов при необходимых 68. Второй раунд состоится 14 мая[38].
  - Нетта Барзилай, которая представляла Израиль в Лиссабоне заняла 1-е место на «Евровидении 2018»[39].
  - В Армении президент подписал указ о сформировании нового правительства во главе с Николом Пашиняном[40].
- 13 мая
  - Переговоры в парламенте Грузии между организаторами акции протеста в центре Тбилиси и министром внутренних дел страны Георгием Гахария завершились, министр пообещал детально разобраться в проведённой двумя днями ранее антинаркотической операции спецназа в 2-х ночных клубах Тбилиси[41].
- 14 мая
  - Массовые протесты палестинцев на границе Израиля и сектора Газа, в результате действий израильских сил безопасности погибли по меньшей мере 59 палестинцев, принимавших участие в беспорядках[42].
  - Инцидент с A319 над провинцией Сычуань: во время полёта над Тибетским нагорьем у самолёта компании Sichuan Airlines вылетело лобовое стекло, в результате чего второго пилота частично вытянуло наружу. Самолёт смог совершить аварийную посадку в Чэнду.
- 15 мая
  - Церемония открытия автодорожной части Крымского моста[43].
  - Компания-разработчик игр GSC World возобновила работу над продолжением своего хита — компьютерной игры S.T.A.L.K.E.R[44].
- 17 мая
  - В Китае впервые испытали коммерческую девятиметровую ракету OS-X компании OneSpace, способную доставлять до 800 кг полезного груза на высоту 800 км над поверхностью Земли[45].
  - В США впервые женщина возглавила Центральное разведывательное управление. Главой ЦРУ стала Джина Хаспел[46].
  - Татьяна Голикова покинула пост председателя Счётной палаты[47].
  - В ходе продолжающегося в восточной части Украины вооружённого конфликта погиб глава одного из батальонов ДНР Олег Мамиев[48].
- 18 мая
  - Президент России Владимир Путин утвердил состав нового правительства Российской Федерации, во главе с Дмитрием Медведевым[49].
  - Несколькими взрывами неизвестные уничтожили складов боеприпасов авиабазы сирийских ВВС, расположенной к западу от города Хама[50].
  - В авиакатастрофе Boeing 737 под Гаваной (Куба) погибли 108 человек[51].
- 19 мая
  - Королева Великобритании Елизавета II даровала своему внуку принцу Гарри титул герцога Сассекского в день его свадьбы[52].
  - Массовое отравление грибами в Иране. Более 700 пострадавших, 9 погибших[53].
- 20 мая
  - В Венесуэле состоялись досрочные президентские выборы[54], по предварительным результатам которых Николас Мадуро переизбран президентом Венесуэлы[55].
- 21 мая
  - Барак Обама и Мишель Обама подписали долгосрочное соглашение с Netflix и стали её продюсерами[56].
- 22 мая
  - Израиль стал первой страной в мире, которая использовала в бою истребитель пятого поколения F-35[57].
  - На иранской базе, расположенной в районе Наджа, к югу от Дамаска, прогремели мощные взрывы[58].
- 23 мая
  - Вирус Нипах, от которого нет вакцины, унёс жизни 10 человек. На карантине находятся около 40[59].
  - Мэтт Гроунинг снял свой первый за 20 лет новый анимационный проект Disenchantment[60].
- 24 мая
  - Буркина-Фасо разорвала дипломатические отношения с Тайванем[61].
- 25 мая
  - Власти Нидерландов и Австралии официально обвинили российскую сторону в крушении малайзийского Boeing MH17[62].
  - В Евросоюзе вступили в силу правила GDPR, ужесточающие правила по защите персональных данных[63].
  - Продюсер Харви Вайнштейн сдался полиции Нью-Йорка, ему предъявили обвинение в изнасиловании[64].
  - В Ирландии прошёл референдум на котором ирландцы поддержали легализацию абортов[65].
- 26 мая
  - Состоялась вторая встреча северокорейского лидера Ким Чен Ына с президентом Южной Кореи Мун Чжэ Ином[66].
  - В Санкт-Петербурге открылись новые станции метро «Новокрестовская» и «Беговая»[67].
  - Буркина-Фасо установила дипломатические отношения с Китаем[68].
- 27 мая
  - Муфтият Ингушетии принял решение «отречь от мусульманской общины» главу республики Юнус-Бека Евкурова до тех пор, пока он «не остановит свою дискриминацию по отношению к духовенству и не отчитается за средства, собранные на строительство мечети в городе Магас». Одной из причин такого решения стал продолжающийся уже почти 10 лет конфликт между Евкуровым и муфтием Ингушетии Исой Хамхоевым[69].
  - Под «мостом глупости» в Санкт-Петербурге застряла 150-я по счёту «Газель»[70].
- 28 мая
  - В Москве началось строительство станции «Можайская» Большой кольцевой линии метро.[71]
  - Сирия признала независимость Абхазии и Южной Осетии[72], в результате чего Грузия объявила о разрыве дипломатических отношений с Сирийской Арабской Республикой[73].
- 29 мая
  - По сообщениям СМИ в Киеве застрелили российского журналиста Аркадия Бабченко.[74] Но уже на следующий день появилась информация о том, что Бабченко жив, а покушение на него оказалось спецоперацией СБУ.[75]
  - Ушли в отставку губернатор Магаданской области Владимир Печёный и глава Якутии Егор Борисов[76].
- 31 мая
  - Состоялась встреча главы МИД России Сергея Лаврова с лидером КНДР Ким Чен Ыном[77].